# Provinssirock

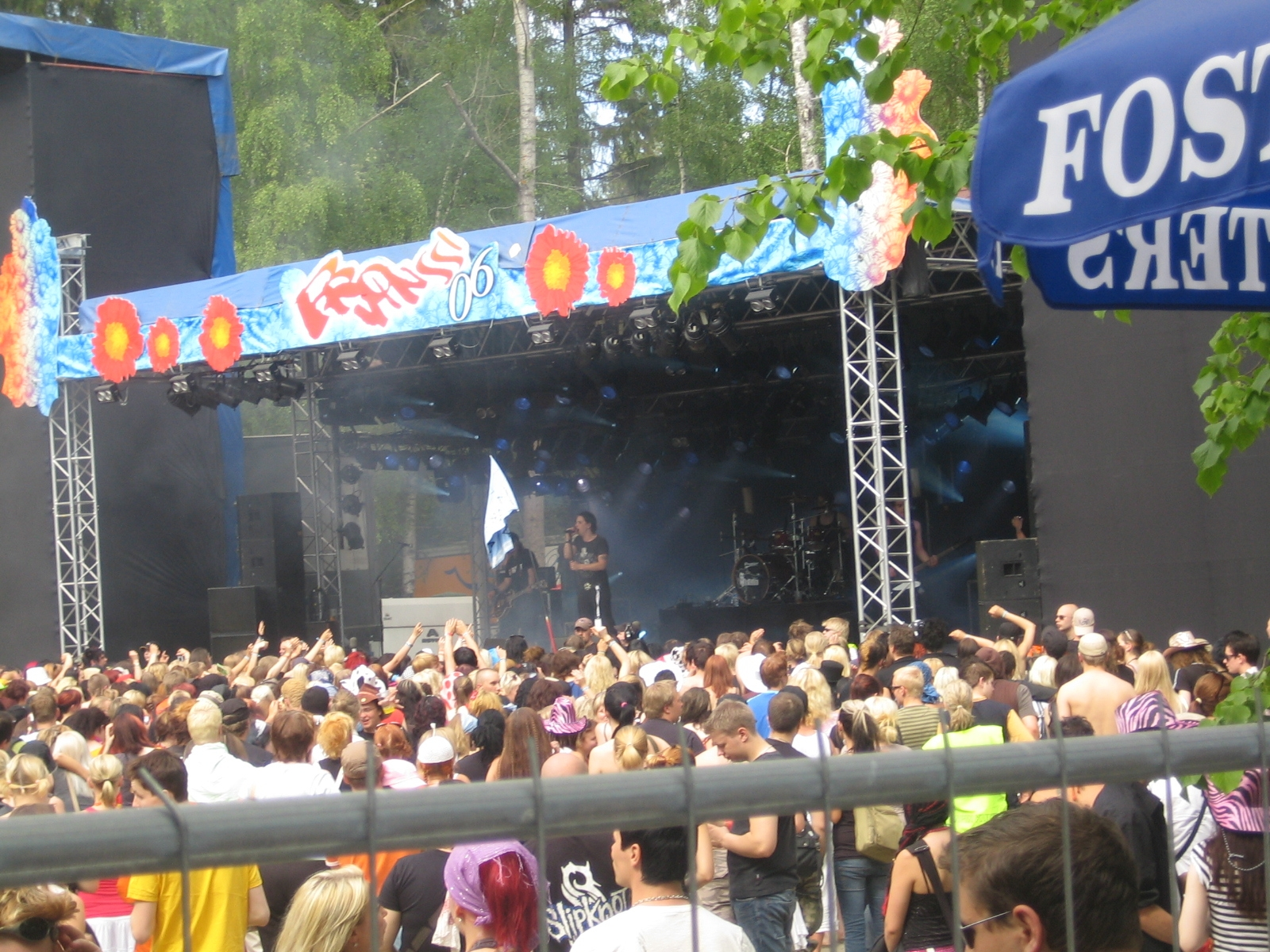
Provinssirock 2006

Provinssirock, som årligen arrangeras i juni, är Finlands största rockmusikfestival. Sommaren 2016 hade festivalen över 71 000 besökare
Provinssirock är en tredagarsfestival som utspelar sig på ön Törnävä som ligger i närheten av Seinäjoki i Södra Österbotten. Provinssirock arrangerades för första gången 1979 och hade då cirka 4500 besökare. Festivalen firade 30-årsjubileum 2008, med 25 000 sålda biljetter för varje av de tre dagarna. Rundradion direktsände konserterna på två av scenerna på Internet.
Provinssirock arrangeras av Selmu (Seinäjoen elävän musiikin yhdistys ry, "Seinäjki förening för levande musik").